# 一致性历史
一致性历史（英語：Consistent histories）是一种量子力学诠释，其推广了传统的哥本哈根诠释，为量子宇宙学提供了自然诠释。这一诠释基于一致性准则，允许系统的概率有多种演化历史，而不同演化历史得到的概率遵守经典概率学规律，且与薛定谔方程得到的结果一致。与量子力学一些其他的诠释，特别是哥本哈根诠释，不同，在这一框架中，任何物理过程都不会以“波函数坍缩”描述，并且量子测量并不是量子力学的基本问题。

## 数学基础

### 对于“历史”的表述
齐次历史{\displaystyle H_{i}}是时间为{\displaystyle t_{i,j}}时的命题{\displaystyle P_{i,j}}的序列，写作：
{\displaystyle H_{i}=(P_{i,1},P_{i,2},\ldots ,P_{i,n_{i}})}
读作“命题{\displaystyle P_{i,1}}于时刻{\displaystyle t_{i,1}}为真”，“命题{\displaystyle P_{i,2}}于时刻{\displaystyle t_{i,2}}为真”，以此类推。这里的一系列时刻称作历史的“时间支点”，它们已经经过严格排序，满足
{\displaystyle t_{i,1}<t_{i,2}<\ldots <t_{i,n_{i}}}
非齐次历史是不能以齐次历史表现的高次命题，如两个齐次历史的逻辑或：
{\displaystyle H_{i}\lor H_{j}}
这些命题对应对于某一系统所有可能提出的问题。例如，这样的三个命题：“电子经过左面的狭缝”、“电子经过右面的狭缝”以及“电子并没有经过任意一个狭缝”。
建立这一理论的目的之一在于展示像“我的钥匙在哪？”这样的经典问题具有一致性。对于这个问题，人们可以提出一系列命题来指明钥匙位于哪个小区域，但这些命题最终是一致的。
单一时刻命题{\displaystyle P_{i,j}}可以用作用在系统希尔伯特空间的投影算符{\displaystyle {\hat {P}}_{i,j}}表示。由此，我们可以用单一时刻投影算符的时序张量积表示齐次历史。这就是历史投影算符表示，其可以自然地表现历史命题的逻辑结构。齐次历史{\displaystyle H_{i}}由投影算符表示为：
{\displaystyle {\hat {H}}_{i}={\hat {P}}_{i,1}\otimes {\hat {P}}_{i,2}\otimes \cdots \otimes {\hat {P}}_{i,n_{i}}}
这一定义可以进而用来表示非齐次历史。

### 一致性
齐次历史的类算符是一致性历史诠释中一个重要的结构：
{\displaystyle {\hat {C}}_{H_{i}}:=T\prod _{j=1}^{n_{i}}{\hat {P}}_{i,j}(t_{i,j})={\hat {P}}_{i,1}{\hat {P}}_{i,2}\cdots {\hat {P}}_{i,n_{i}}}
符号{\displaystyle T}表示积式中的因子已按它们{\displaystyle t_{i,j}}值依时序排列：{\displaystyle t}较小的“过去”的算符在右手边，{\displaystyle t}较大的“将来”的算符在左边。这一定义对于非齐次历史也适用。
一致性历史诠释的核心概念是一致性。一个历史{\displaystyle \{H_{i}\}}是“一致的”（或者说“强一致的”），当对于所有的{\displaystyle i\neq j}存在：
{\displaystyle \operatorname {Tr} ({\hat {C}}_{H_{i}}\rho {\hat {C}}_{H_{j}}^{\dagger })=0}。
这里的{\displaystyle \rho }表示初始的密度矩阵，且算符都使用海森堡绘景表示。
历史集是“弱一致的”，当对于所有{\displaystyle i\neq j}存在
{\displaystyle \operatorname {Tr} ({\hat {C}}_{H_{i}}\rho {\hat {C}}_{H_{j}}^{\dagger })\approx 0}。

### 概率
如果一个历史集是一致的，那么对应的概率也将需要依据一致性进行安排。在这里做出公设：历史{\displaystyle H_{i}}的概率为：
{\displaystyle \operatorname {Pr} (H_{i})=\operatorname {Tr} ({\hat {C}}_{H_{i}}\rho {\hat {C}}_{H_{i}}^{\dagger })}
当{\displaystyle H_{i}}来自同一强一致集时，这一概率遵守概率公理。
例如，“{\displaystyle H_{i}\lor H_{j}}”的概率等于“{\displaystyle H_{i}}”的概率加上“{\displaystyle H_{j}}”的概率减去“{\displaystyle H_{i}\land H_{j}}”的概率。

## 诠释内容
在使用一致性历史诠释时通常还需考察到量子退相干效应。这一效应展示不可逆的宏观过程（包括所有经典测量）都自行呈现出历史一致性，其可以允许人们通过经典规律以及常识去分析测量结果。对于退相干进行更为精细的分析可以从理论上对经典领域不变性与量子领域不变性之间的界限进行量子化的计算。罗兰·欧姆内斯这样评价一致性历史诠释与哥本哈根诠释：
一致性历史诠释尽管起初独立于哥本哈根诠释，但从某角度来说却是哥本哈根诠释更为精细的阐释。其具有更为精确的有点，并且可以包含经典物理学情况，并为一些不证自明的事实提供了一个明确的逻辑框架。但当哥本哈根诠释经过有关对应性及退相干的现代实验结果完善后，他们从本质上是一致的。
但它们仍存在三点不同之处：
1. 一致性历史诠释可以更为清晰地展示宏观现象的观测数据与量子测量结果之间的逻辑等价性。在哥本哈根诠释中，这一点常常仍是隐性的甚至需要质疑的。
2. 一致性历史诠释对于概念的阐释则具有两个看起来截然相反的特点：一方面，概率抽象且逻辑关系明确；另一方面，概率具有经验性且表现出测量的随机性。我们需要理解它们之间的关系，以及它们为什么会与哥本哈根诠释中经验性表述一致。
3. 两种诠释主要的不同之处在于“波包坍缩”的还原规律。在一致性历史诠释中，这一规律尽管有效，但对于受测量的系统而言，并没有特定的效应能展示出这一规律，测量仪器中的退相干就已足够。

为了得到完整理论，上文中的形式表述需要补以特定的希尔伯特空间以及动力学规律，如哈密顿算符。但依据一些物理学家的意见，这样仍不能构成一个完整的理论，因为没有一个可以用来预测一致历史集中哪个会实际发生，也就是说还需要补充一个选择规则。然而也有物理学家认为关于历史集中哪个“会实际发生”的疑问实际上是对与理论的误读，历史是描述现实的工具，而不会令现实发生分裂。对于一致性历史这种理解的支持者包括默里·盖尔曼、詹姆斯·哈妥、罗兰·欧姆内斯以及罗伯特·格里菲斯。他们认为他们的阐释能够补足哥本哈根诠释的基本缺漏，成为完整的量子力学诠释框架。
欧姆内斯后来又提出一个使用数学语言较少的一种理解这一诠释的方式，即将其理解为对于一个量子系统可以提出哪一个经典问题集，哪个问题集是不一致的因而一起问毫无意义。这样就可以从形式上解释EPR佯谬中认为是可以一起提出的问题，实际上并不能一齐提出。另一方面，这样还可以展示经典的逻辑分析对于量子实验仍然适用，但现在能通过数学方法确定经典逻辑的极限。